# Claës König
Claës Henrik Magnus König (ur. 15 stycznia 1885 w Sztokholmie, zm. 25 listopada 1961 w Allerum) – szwedzki jeździec sportowy. Dwukrotny medalista olimpijski.
Brał udział w dwóch pierwszych igrzyskach rozgrywanych po zakończeniu I wojny światowej (IO 20, IO 24), na obu zdobywał medale. Startował w skokach przez przeszkody i WKKW. W 1920 był częścią złotej drużyny w skokach, a partnerowali mu Hans von Rosen, Daniel Norling oraz Frank Martin. Cztery lata później sięgnął po srebro w WKKW, a indywidualnie zajął w tej konkurencji 5. miejsce.